# Tegenpaus Anacletus II
Anacletus II, geboren als Pietro Pierleoni (Rome, ca. 1090 – 25 januari 1138) was tegenpaus van 1130 tot aan zijn dood.
Pietro Pierleoni was afkomstig uit een invloedrijke Joodse familie, die tot het christendom was overgegaan. Na zijn studie in Parijs werd hij monnik in de beroemde abdij van Cluny. In 1116 riep paus Paschalis II hem naar Rome en benoemde hem tot kardinaal. In 1121 werd Pierleoni benoemd tot pauselijk gezant in Engeland en Frankrijk.
Op 14 februari 1130 stierf paus Honorius II. Een minderheid van de kardinalen riep 's ochtends Gregorio de Papareschi uit tot paus Innocentius II. Dit gebeurde echter op een formeel onjuiste wijze, waardoor veel kardinalen Innocentius' benoeming niet erkenden. Later op de dag benoemden de kardinalen, nu wel op formeel correcte wijze, Pierleoni tot paus. Pierleoni nam de naam Anacletus II aan.
Beide pausen erkenden de aanstelling van de ander niet en bestreden elkaar. Anacletus wist uiteindelijk Rome in handen te krijgen, waardoor Innocentius gedwongen werd naar Frankrijk te vluchten. Het leek erop dat Anacletus de strijd om het pausdom gewonnen had. In september 1130 sloot hij een overeenkomst met Rogier II van Sicilië. Ook had hij de steun van Willem X van Aquitanië.
De steun maakte echter dat Lotharius III de kant van Innocentius koos. Bovendien wist Innocentius in Frankrijk de steun van Bernard van Clairvaux te verwerven, op dat moment een van de invloedrijkste mannen binnen de kerk. Bernard maakte bovendien dat Engeland en Frankrijk de kant van Innocentius kozen.
In oktober 1131 sprak Innocentius de ban uit over Anacletus. Twee jaar later verdreef Lotharius Anacletus uit Rome, waardoor Innocentius zich hier kon vestigen. Als dank voor zijn bemoeienis kroonde Innocentius Lotharius tot keizer. Korte tijd later wist Anacletus Rome echter te heroveren en zag Innocentius zich opnieuw gedwongen te vluchten. Anacletus hield Rome in handen tot zijn dood in 1138.
Na Anacletus' dood benoemden zijn aanhangers Gregorio Conti als zijn opvolger. Deze nam de naam Victor IV aan.

## Referentie
- Anacletus II, lemma in Biographisch-Bibliographisches Kirchenlexikon

Cursief: tegenpaus